# Krčmar
Krčmar (en serbe cyrillique : Крчмар) est un village de Serbie situé dans la municipalité de Mionica, district de Kolubara. Au recensement de 2011, il comptait 330 habitants.

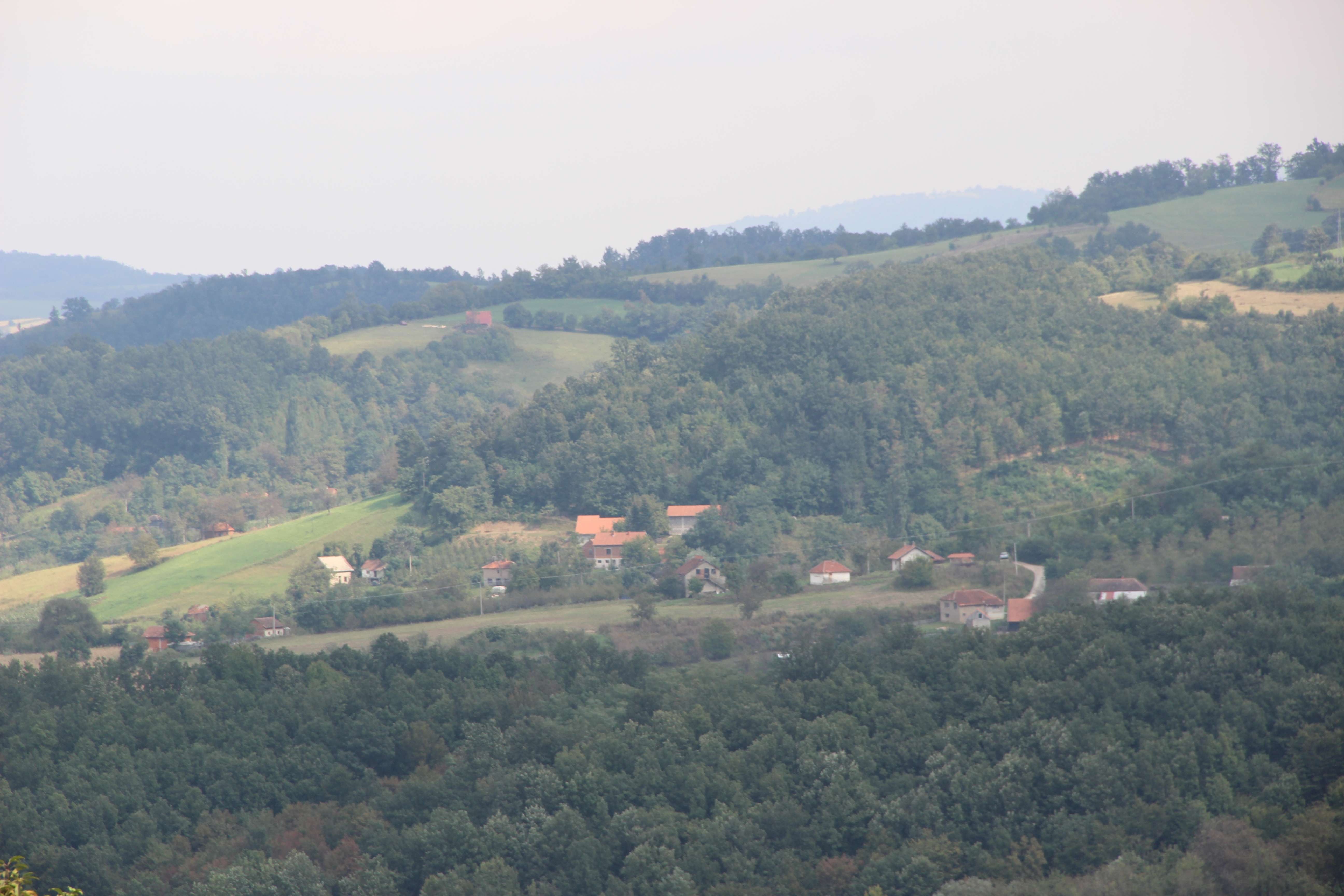
Krčmar - panorama
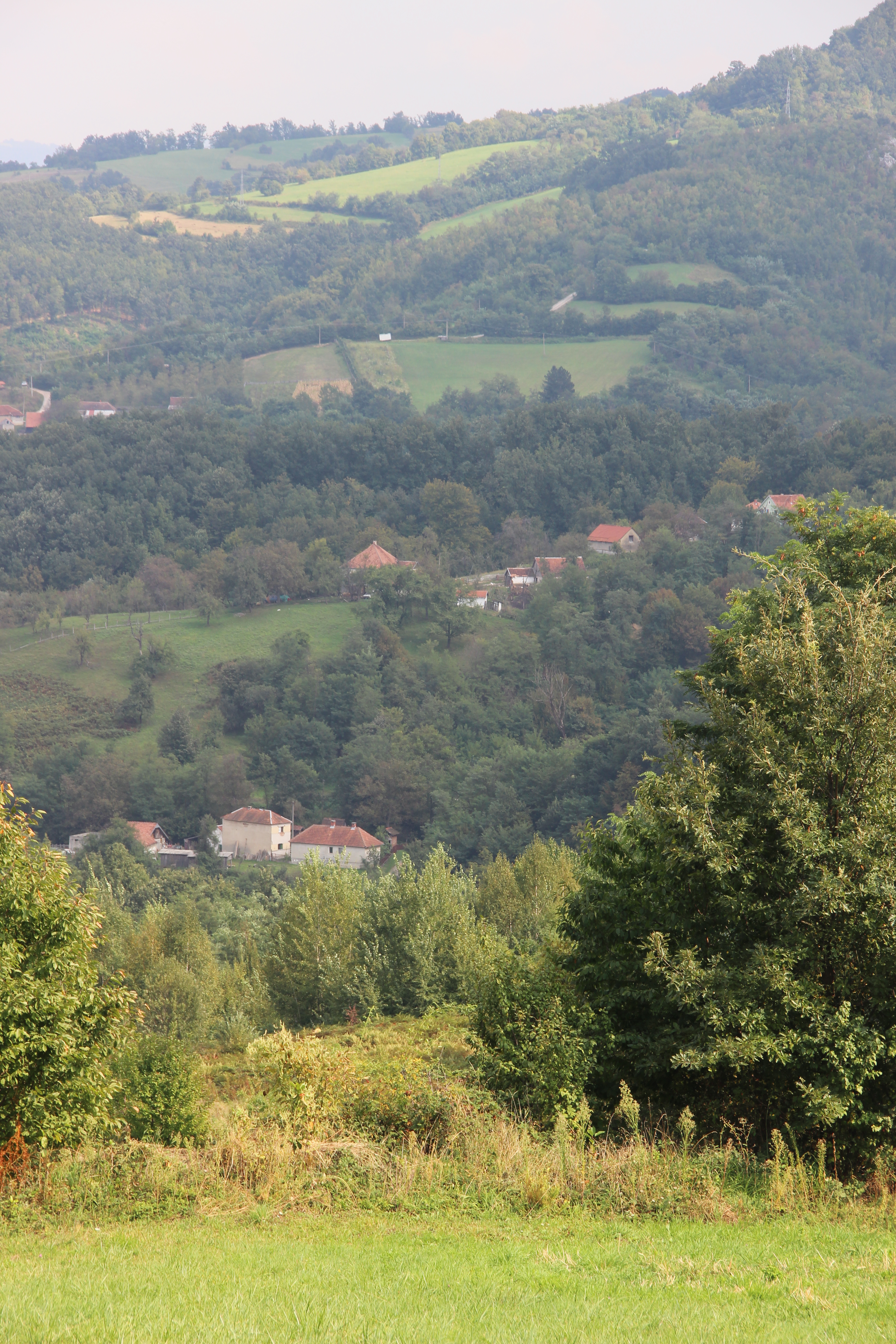
Krčmar - panorama
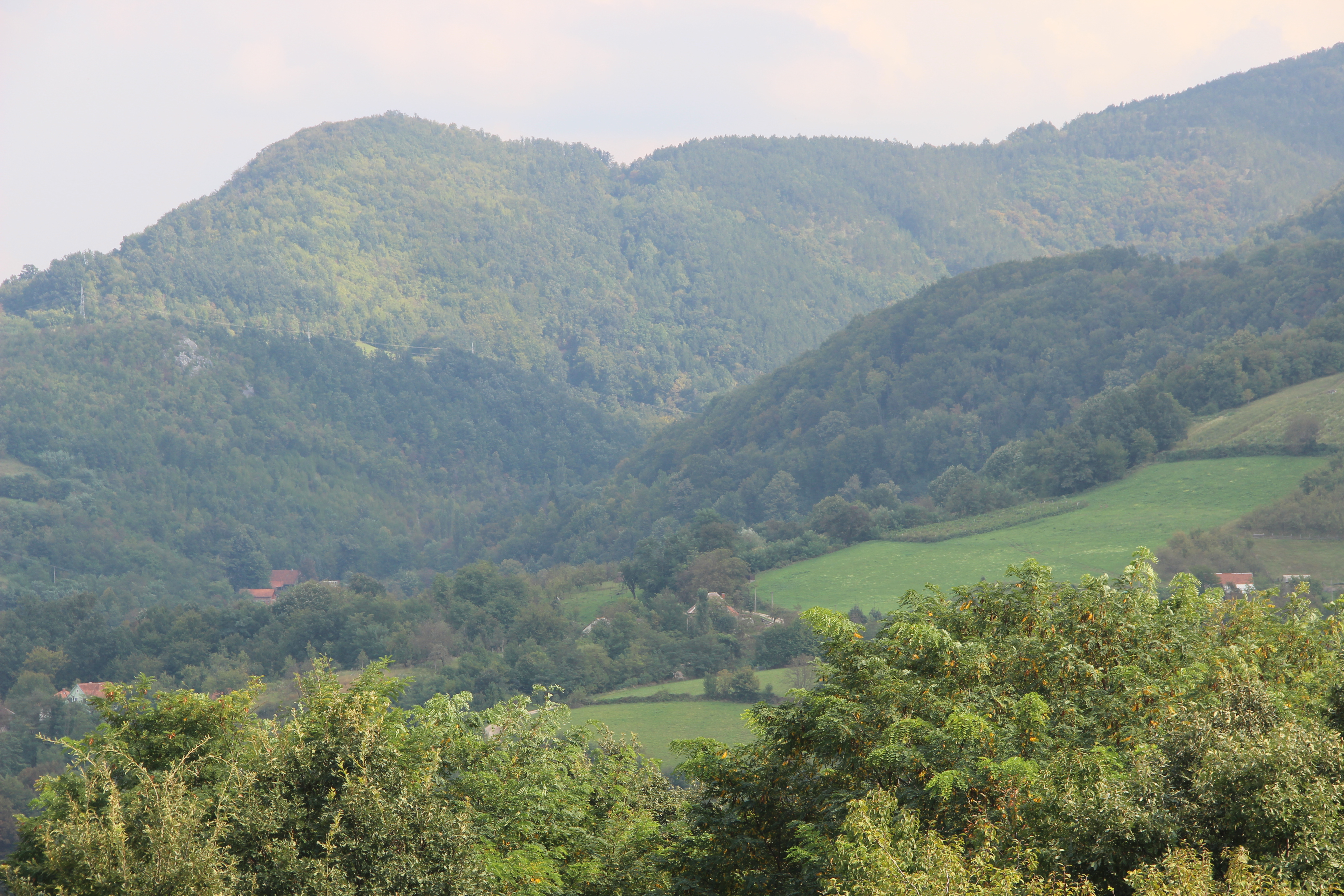
Krčmar - panorama
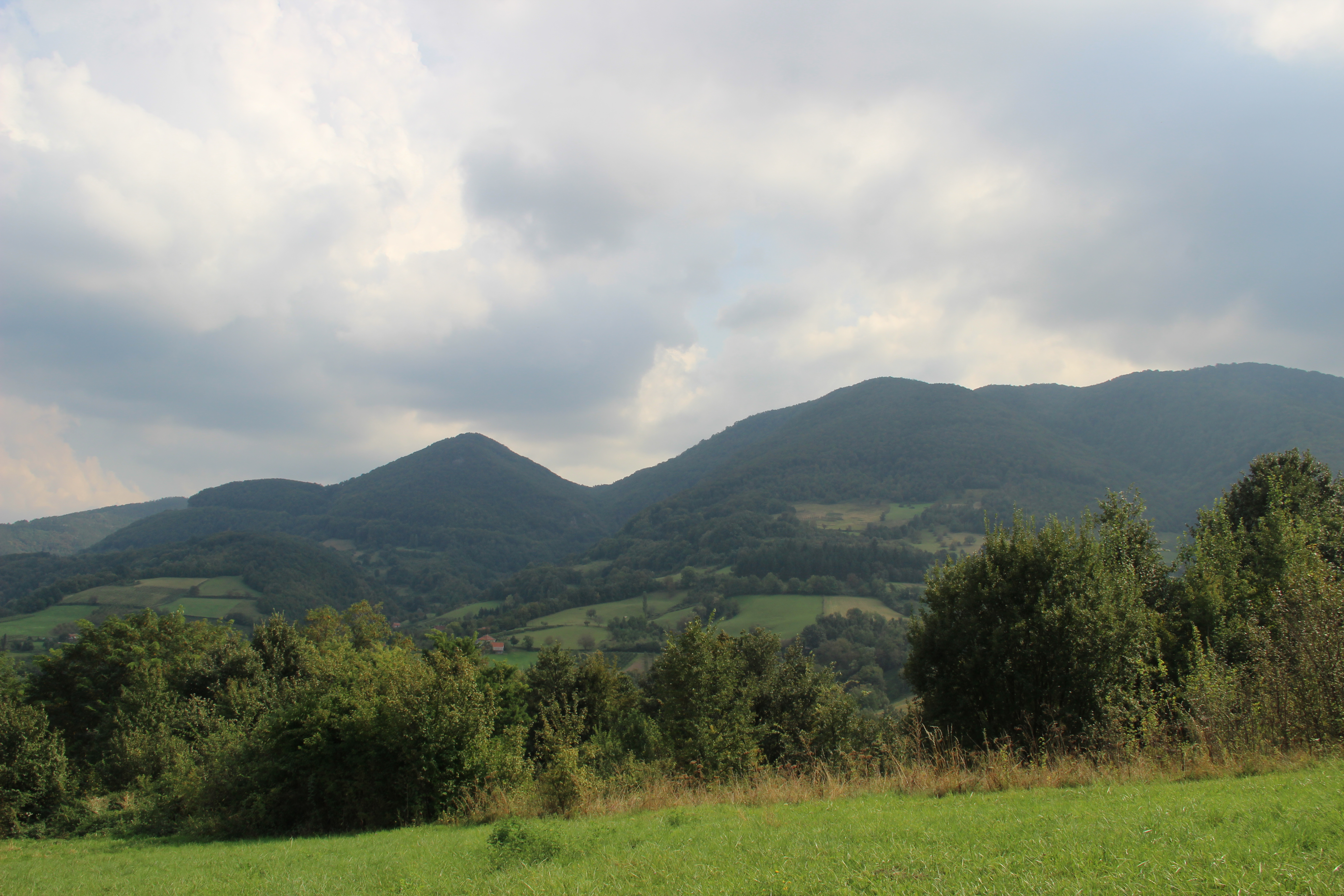
Krčmar - panorama
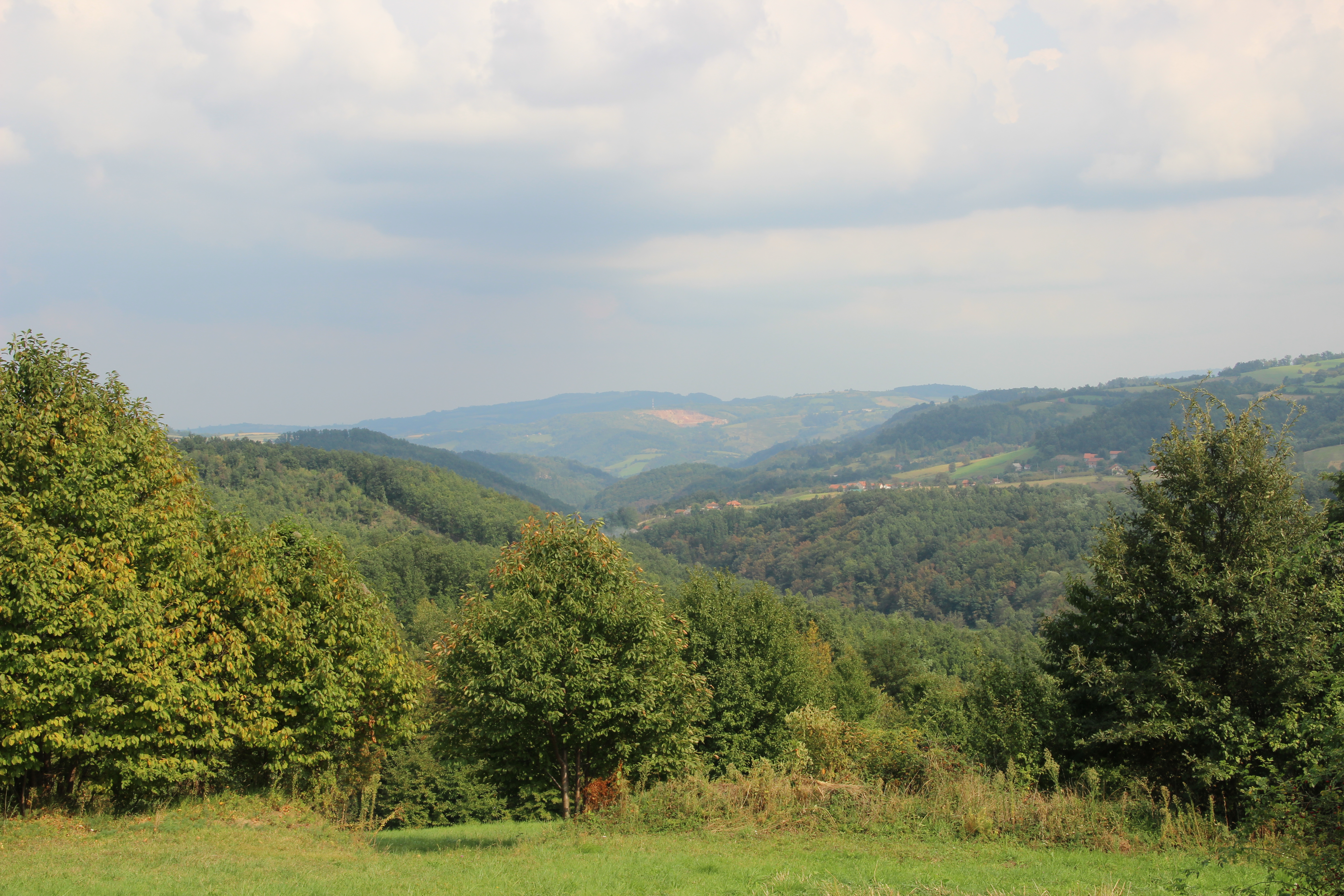
Krčmar - panorama
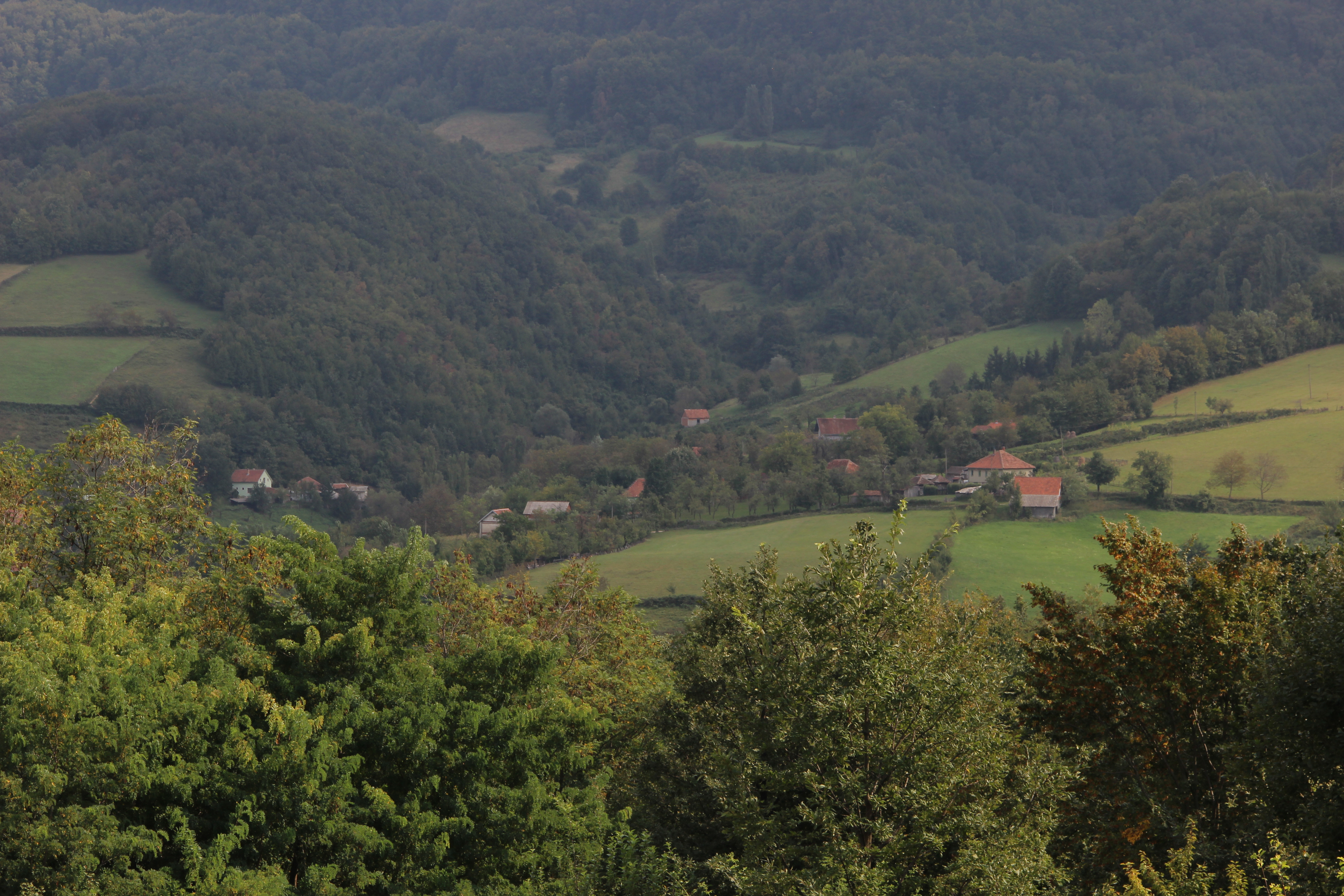
Krčmar - panorama

## Démographie
| 1948 | 1953 | 1961 | 1971 | 1981 | 1991 | 2002 | 2011 |
| ---- | ---- | ---- | ---- | ---- | ---- | ---- | ---- |
| 747  | 807  | 829  | 716  | 645  | 545  | 485  | 330  |

|  |